# دیاستروفیسم
زمین‌جنبایی یا دیاستروفیسم (به انگلیسی: Diastrophism) یا تحولات زمین به مراحل تشکیل ناهمواری‌ها بر روی پوسته زمین مانند کوه، دره و... گفته می‌شود. در این مراحل چین‌خوردگی‌ها، شکستگی‌ها و گسل‌ها که نتیجه‌ی عدم‌تعادل در سطح زمین هستند، نقشی اساسی بر عهده دارند. قسمتی از حرکات پوسته زمین بر اثر دیاستروفیسم صورت می‌پذیرد. حرکات دیاستروفیسم ممکن است به‌آرامی صورت پذیرد و گاهی هم امکان دارد مانند حرکات زمین‌لرزه به‌صورت ناگهانی و سریع اتفاق افتد.